# Ličinka
Larva (iz lat. lar, plural lares (rimske božice), izvorno maska) odnosno hrvatski ličinka u zoologiji je naziv za jedan od prijelaznih oblika od jaja do odraslog stadija kod životinja koje prolaze kroz proces preobrazbe.
Najpoznatije skupine životinja sa stadijem ličinke su kukci i vodozemci. Ličinke žaba nazivaju se punoglavci a leptira gusjenice.
Ličinke se izgledom razlikuju od odrasle životinje, a često imaju i sasvim različit način života. Primjerice, ličinke komaraca i vretenaca žive u vodi, dok su odrasli kukci kopnene životinje.
Neke životinje veći dio svog života provedu u ovom obliku. Tako hruštevi kao ličinke žive dvije do pet godina, dok je život odraslih kukaca ograničen na samo par tjedana. Još ekstremniji je slučaj nekih vrsta iz reda vodencvjetova, kojima odrasle jedinke žive samo nekoliko sati. No, postoje i vrste koje još u stadiju ličinke dostižu spolnu zrelost i nikada ne dovrše preobrazbu (neotenija), na primjer meksički vodozemac aksolotl.